# شهرک اسکان عشایر (بهبهان)
شهرک اسکان عشایر یک منطقهٔ مسکونی در ایران است که در دهستان حومه واقع شده‌است. براساس سرشماری مرکز آمار ایران در سال ۱۳۹۵، شهرک اسکان عشایر ۱۱۶ نفر جمعیت دارد.